# Raggdraba
Raggdraba (Draba subcapitata) är en art i växtsläktet drabor. Den är flerårig och har ett kompakt, tuvbildande växtsätt med korta blad och behåring.
Raggdraban är fridlyst i Sverige sedan 1997 och har endast hittats i Årjep Saulo-massivet i Pite lappmark samt nyligen på fjället Nissuntjårro i Torne lappmark. I Norge har raggdraban några enstaka växtplatser. Den finns i större utsträckning på Svalbard.